# The Score - An Epic Journey
The Score - An Epic Journey è la prima colonna sonora del gruppo musicale olandese Epica, pubblicata il 15 settembre 2005 dalla Transmission Records.

## Descrizione
Composta per il film Joyride, l'opera è prevalentemente orchestrale sinfonica e vede la quasi totale assenza di chitarre, basso e batteria, enfatizzando quindi l'elemento classico e creando una vera e propria opera "teatrale". Oltre ai brani della colonna sonora sono contenute alcune versioni riarrangiate di brani precedentemente pubblicati, come Trois Vierges (presente in Consign to Oblivion) in versione solista, privata quindi della voce di Roy Khan (all'epoca vocalist dei Kamelot), la versione singolo di Solitary Ground e l'edizione "score" di Quietus.
Nel 2018 è stata pubblicata una nuova versione denominata The Score 2.0, contenente un disco aggiuntivo comprensivo di nuove versioni dei brani arrangiati da Miro Rodenberg.

## Tracce
1. Vengeance Is Mine – 1:53
2. Unholy Trinity – 3:09
3. The Valley – 2:09
4. Caught in a Web – 4:25
5. Insomnia – 2:07
6. Under the Aegis – 2:49
7. Trois Vierges (The Solo Version) – 4:41
8. Mystica – 2:45
9. Valley of Sins – 5:39
10. Empty Gaze – 2:09
11. The Alleged Paradigm – 2:23
12. Supremacy – 3:19
13. Beyond the Depth – 1:55
14. Epitome – 1:17
15. Inevitable Embrace – 3:50
16. Angel of Death – 3:28
17. The Ultimate Return – 4:46
18. Trois Vierges (Reprise) – 2:04
19. Solitary Ground (Single Version) – 4:05
20. Quietus (Score Version) – 3:55

## Formazione
Gruppo
- Simone Simons – mezzosoprano
- Mark Jansen – chitarra, sintetizzatore, arrangiamenti orchestrali
- Ad Sluijter – chitarra
- Coen Janssen – sintetizzatore, arrangiamenti orchestrali (tracce 18-20)
- Yves Huts – basso, sintetizzatore, arrangiamenti orchestrali (eccetto tracce 18-20)
- Jeoren Simons – batteria, percussioni

Altri musicisti
- The Score Orchestra – strumenti ad arco (eccetto tracce 18-20)
- Miro – sintetizzatore, arrangiamenti orchestrali (tracce 18-20)
- The Epica Orchestra – strumenti ad arco (tracce 18-20)

Produzione
- Mark Jansen – produzione, registrazione e missaggio (eccetto tracce 18-20)
- Yves Huts – produzione, registrazione e missaggio (eccetto tracce 18-20)
- Miro – produzione, registrazione e ingegneria orchestra (eccetto tracce 18-20), registrazione e ingegneria del suono (tracce 18-20)
- Olaf Reitmeier – registrazione e ingegneria orchestra (eccetto tracce 18-20), produzione, registrazione e ingegneria del suono (tracce 18-20)
- Sascha Paeth – produzione, registrazione e ingegneria del suono (tracce 18-20)
- Philip Colodetti – registrazione, ingegneria del suono (tracce 18-20)